# Bok l'hong
El bok l'hong (llengua khmer: បុកល្ហុង) és la versió cambodjana d'un plat conegut popularment a Occident com amanida de papaia. En la llengua local, el khmer, l'hong vol dir 'papaia' i bok fa referència als ingredients lleugerament triturats en un morter. Aparentment, ha arribat a la cuina de Hawaii.
Malgrat l'ús de la papaia, és una amanida de gust salat. Quan no és madura, la papaia té un sabor lleugerament amarg o agre i una textura cruixent i ferma, per la qual cosa es tritura en el morter.
Hi ha moltes versions del bok l'hong a Cambodja, però inclouen indispensablement la papaia verda, que també s'utilitza com a verdura en altres plats khmers com ara sopes i estofats. L'ingredient principal, doncs, es prepara tallant-la en juliana. D'altres que solen aparèixer són el tomàquet, els cacauets, el peix fumat i les mongetes verdes o planes tallades, Les herbes que s'hi afegeixen com a ingredient o guarnició poden dur kantrop, fulles de llima i alfàbrega.
Es pot amanir amb salsa de peix, pasta de gambes (també anomenada kapi), gamba seca, crancs en conserva i suc de llima. Els crancs en conserva són crancs petits fermentats en un líquid salat que es trituren en un morter i s'adhereixen a l'amanida. Normalment es condimenta amb sal, sucre i glutamat monosòdic.
Altres verdures que s'acostuma a ficar-hi són els tomàquets en daus i les pastanagues en tires. Pot coronar-se el plat amb cacauets, bitxos i gamba seca, que solen passar també pel morter.